# Andrea Miller
Pour les articles homonymes, voir Miller.
Andrea Miller (née le 13 mars 1982) est une athlète néo-zélandaise spécialiste du 100 mètres haies.

## Palmarès
| Date | Compétition            | Lieu      | Épreuve               | Résultat | Temps   |
| ---- | ---------------------- | --------- | --------------------- | -------- | ------- |
| 2009 | Universiade            | Belgrade  | 100 mètres haies      | 3e       | 13 s 13 |
| 2010 | Jeux du Commonwealth   | New Delhi | 100 mètres haies      | 3e       | 13 s 25 |
| 2010 | Championnats d'Océanie | Cairns    | 100 mètres haies      | 1re      | 13 s 55 |
| 2010 | Championnats d'Océanie | Cairns    | Relais 4 × 100 mètres | 3e       | 48 s 33 |

### Records
| Épreuve          | Performance | Lieu      | Date           |
| ---------------- | ----------- | --------- | -------------- |
| 100 mètres       | 11 s 69     | Oordegem  | 4 juillet 2009 |
| 100 mètres haies | 13 s 10     | Melbourne | 6 juin 2009    |